# منعموس
منعموس (عاش في الفترة ما بين 150 - 210 م) كان غنوصيًا عربيًا (أصل اسمه هو مُنعم مع إضافة اللاحقة الرومانية)، ولم يكن معروفًا إلا من خلال رواية واحدة في ثيودوريت (مجموعة من الحكايات الهرطوقية -  Haereticarum Fabularum Compendium i. 18) حتى تم العثور على عمل مفقود من الكتابات المناهضة للهرطقة (مناهضات الهرطقوية [الإنجليزية]، الكتاب 8، الفصل الخامس) لهيبوليتوس. وهو معروف بصياغة استخدام كلمة موناد في سياق غنوصي. يزعم هيبوليتوس أن مونويموس كان تابعًا لططيانوس، وأن نظامه الكوني مشتق من نظام فيثاغورس، وهو ما يبدو محتملًا بالفعل. ولكنها كانت أيضًا مستوحاة بشكل واضح من المسيحية والأحادية والغنوصية.
وفقًا لمنعموس، يتم إنشاء العالم من الموناد (أو يوتا، أو يود بمعنى "قرن واحد")، وهو عنوان ينتج عنه الثنائي، والثلاثي، والرباعي، والخماسي، والسداسي، والسباعي، والعشري، والتاسوعي، حتى عشرة، مما ينتج عنه عقد. ومن الممكن أن يكون قد حدد الدهور الغنوصية بالعناصر الأولى لعلم الكونيات الفيثاغورسي . ويحدد هذه التقسيمات للكيانات المختلفة من خلال وصف الخلق في سفر التكوين . يتوافق هذا الوصف من هيبوليتوس أيضًا مع نسختين من النص المسمى رسالة أوغسطس [الإنجليزية] الموجودة في نجع حمادي، حيث يتم وصف نفس العلاقة بين الموناد والعقد. (من ناحية أخرى، يوجد تشابه واضح بين كتاب أوفسطس والنص الغنوصيصوفيا يسوع المسيح، حيث تظهر كلمة موناد مرة أخرى.)

## العقيدة
اشتهر منعموس باقتباسه عن وحدة الله والإنسان (من هيبوليتوس):
"أهمل البحث عن الله والخلق وما شابه ذلك، فاطلبه من نفسك، وتعلم من هو الذي يملك كل شيء فيك، ويقول: إلهي عقلي، فهمي، روحي، جسدي". وتعلم من أين يأتي الحزن، والفرح، والحب، والكراهية، واليقظة اللاإرادية، والنعاس اللاإرادي، والغضب اللاإرادي، والعاطفة اللاإرادية؛ وإذا بحثت بدقة في هذه (النقاط)، ستكتشف (الله) نفسه، الوحدة والتعدد، في نفسك، وفقًا لذلك العنوان، وأنه يجد المخرج (للألوهية) من نفسك.

وتشبه هذه الفكرة وجهة نظر الصوفي ابن عربي الذي جاء بعده بكثير، ولكن لا توجد صلة معروفة بين الاثنين. نقطة البداية هي نسب عمل الخلق في العهد الجديد إلى ابن الإنسان، ومن هنا استُدل على أن الأصل الأول كان يُسمى إنسانًا. ويترتب على ذلك أن البحث عن الله في الخلق خطأ؛ بل يجب أن نبحث عنه في أنفسنا، وأفضل سبيل لإيجاده هو دراسة العمليات اللاإرادية في نفوسنا. العلاقة بين "الإنسان" و"ابن الإنسان" موجودة منذ ما وراء الزمن. وهذا الأخير مشتق من الأول، ولكن يبدو أن ذلك ضروري بشكل مباشر وأبدي لطبيعته، كما أن النور الذي يجعله مرئيًا يشتق من النار بالضرورة. وهكذا، فيما يتعلق بالمبدأ الأول، تتحدث الكتب المقدسة عن كل من "الكائن" و"الصيرورة" (ēn kai egeneto)، والكلمة الأولى تنطبق بشكل صحيح على "الإنسان"، والثانية على "ابن الإنسان". ولتوضيح كيف يتم الجمع في هذا المبدأ الأول بين الوحدة والتعدد، والبساطة الكاملة مع أكثر الصفات تناقضًا، نشير إلى الحرف اليوناني ι ، الذي يمثل ضربة واحدة منه الوحدات؛ والذي يمثل أيضًا الرقم عشرة. ومن ثم تتدفق جميع الأرقام الأخرى من الوحدات. ويتم توضيح عملية الخلق بشكل أكبر من خلال نظرية رياضية حول توليد أعداد من الأجسام الصلبة المنتظمة، ومن هذه الأعداد يُفترض أن تتشكل الأجسام الأولية. إن نموذجًا لنشاط ابن الإنسان الذي يعمل كل تحولات الطبيعة، نجده في عصا موسى؛ التي كانت أيضًا ذرة، أي فرعًا واحدًا، ولكنها تعمل عشرة أضعاف. إن تكهنات منعموس، كما وردت إلينا، تتعلق فقط بعمل الخلق؛ ولم يخبرنا أحد ما إذا كان لديه أي نظرية فيما يتصل بمشكلة الفداء.
إن استخدام منعموس  لعبارتي "الإنسان" و"ابن الإنسان" يذكرنا بنظام النحشية (هيبول. المرجع § 7)، والفحص الدقيق يُظهر أن هذا ليس مصادفة، وأن منعموس هو في الحقيقة ينتمي إلى تلك الطائفة، على الرغم من أن هيبوليتوس نفسه صنفهم بشكل منفصل؛ لأن منعموس  يصف مبدأه الأول بأنه ثنائي الجنس، ويطلق عليه ألقاب "الأب، الأم، الاسمان الخالدان"، وهي كلمات مأخوذة من ترنيمة الناعسينيين. ولكن هناك مصدر مشترك لهذه اللغة في أبوفاسيس ميجالي [الإنجليزية] لسيمون، وهذا المقطع هو أيضًا الأصل الواضح للوصف الذي قدمه منعموس للسمات المتناقضة لمبدأه الأول. إن المزيد من آثار التزامات منعموس تجاه سمعان نجدها في الإشارة إلى القوى الستة التي كانت فعالة في الخلق، والتي ترجع إلى "جذور" سمعان الستة، في حين نجد دينًا مماثلاً تجاه سمعان من جانب الكاتب النعاني في هيبوليتوس عند مقارنة التكهنات التشريحية المرتبطة باسم عدن (المقطع 9؛ 6: 14). السؤال الأكثر إثارة للشك هو ما إذا كانت هناك أي علاقة التزام بين منعموس وعظات كليمنتين، حيث يوجد في كل منهما تباين بين "ابن الإنسان" وأولئك الذين "ولدوا من النساء" ( عظة 2: 17). لدى منعموس أسرار تتعلق بالرقم 14، مما يدل على أنه أعطى أهمية للاحتفال بعيد الفصح [الإنجليزية].

## الإسناد
- تتضمّنُ هذه المقالة نصوصًا مأخوذة من هذا المصدر، وهي في الملكية العامة: Salmon، George (1882). "Monoimus". في Smith، William؛ Wace، Henry (المحررون). A Dictionary of Christian Biography, Literature, Sects and Doctrines. London: John Murray. ج. III. ص. 934–5.

## روابط خارجية
- دحض جميع البدع، الكتاب الثامن، بقلم هيبوليتوس

1. ↑  مذكور في: ملف استنادي متكامل. مُعرِّف الملف الاستنادي المُتكامِل (GND): 102399816. الوصول: 30 أكتوبر 2020. لغة العمل أو لغة الاسم: الألمانية. المُؤَلِّف: مكتبة ألمانيا الوطنية.